# Il Gran Mogol
Ne doit pas être confondu avec le diamant du même nom ni avec l'opérette d'Edmond Audran
Il Gran Mogol est un concerto pour flûte, orchestre à cordes et basse continue, en ré mineur (RV 813) d'Antonio Vivaldi, composé à la fin des années 1720 ou au début des années 1730.

## Historique
Écrit entre la fin des années 1720 et le début des années 1730, Il Gran Mogol est la partie indienne (Grand Moghol) des quatre concertos « nationaux » d'Antonio Vivaldi (équivalents géographiques des Quatre Saisons) avec La Francia (France), La Spagna (Espagne) et L'Inghilterra (Angleterre). Ces trois dernières pièces n'ont pas été retrouvées.
Il Gran Mogol est apparu au catalogue d'un libraire néerlandais en 1759 puis a disparu jusqu'en 2010, date à laquelle il a été redécouvert par le musicologue Andrew Woolley, chercheur à l'université de Southampton et expert de Vivaldi, parmi des documents conservés aux Archives nationales d'Écosse et provenant de la famille de Lord Robert Kerr (en), noble écossais tué à la bataille de Culloden en 1746. Selon Wooley, Kerr, lui-même flûtiste, a pu collecter le manuscrit de la partition d'Il Gran Mogol à l'occasion de son Grand Tour en Italie dans les années 1730.
Woolley a dû reconstituer une partie manquante pour le second violon en s'appuyant sur un autre concerto pour flûte de Vivaldi conservé à Turin, en Italie, qui lui semble être une version retravaillée de l'original. Pour le chercheur britannique, la pièce, qui dure entre six et sept minutes, est « une pièce délicieuse, avec un exquis mouvement lent central ».